# Maytenus acuminata
Maytenus acuminata là một loài thực vật có hoa trong họ Dây gối. Loài này được (L.f.) Loes. mô tả khoa học đầu tiên năm 1942.

## Hình ảnh

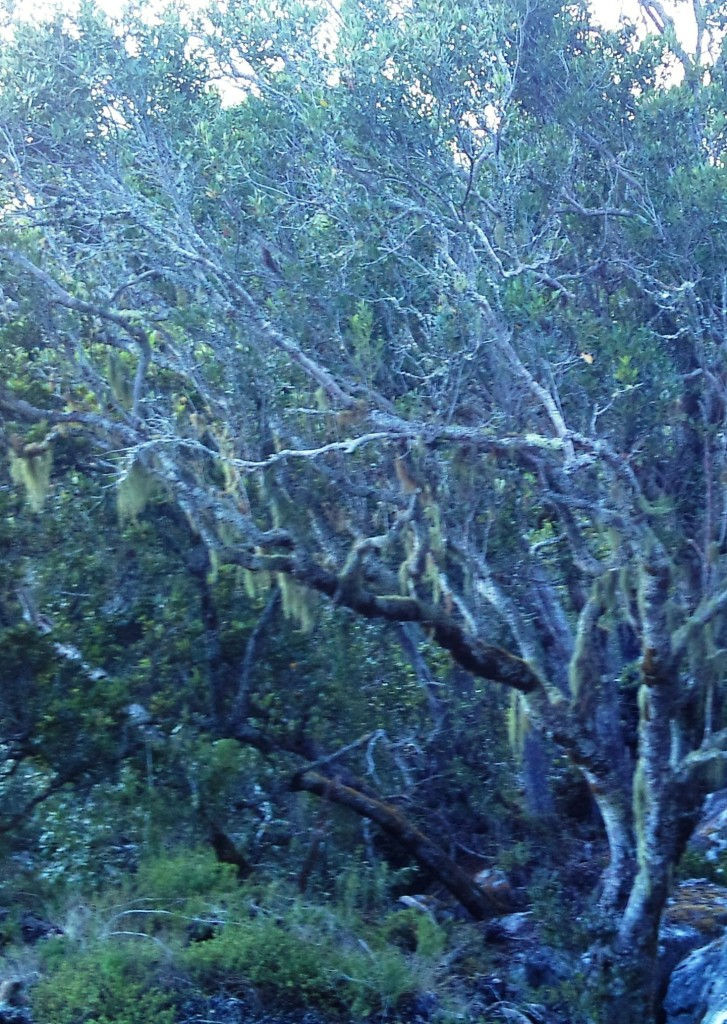
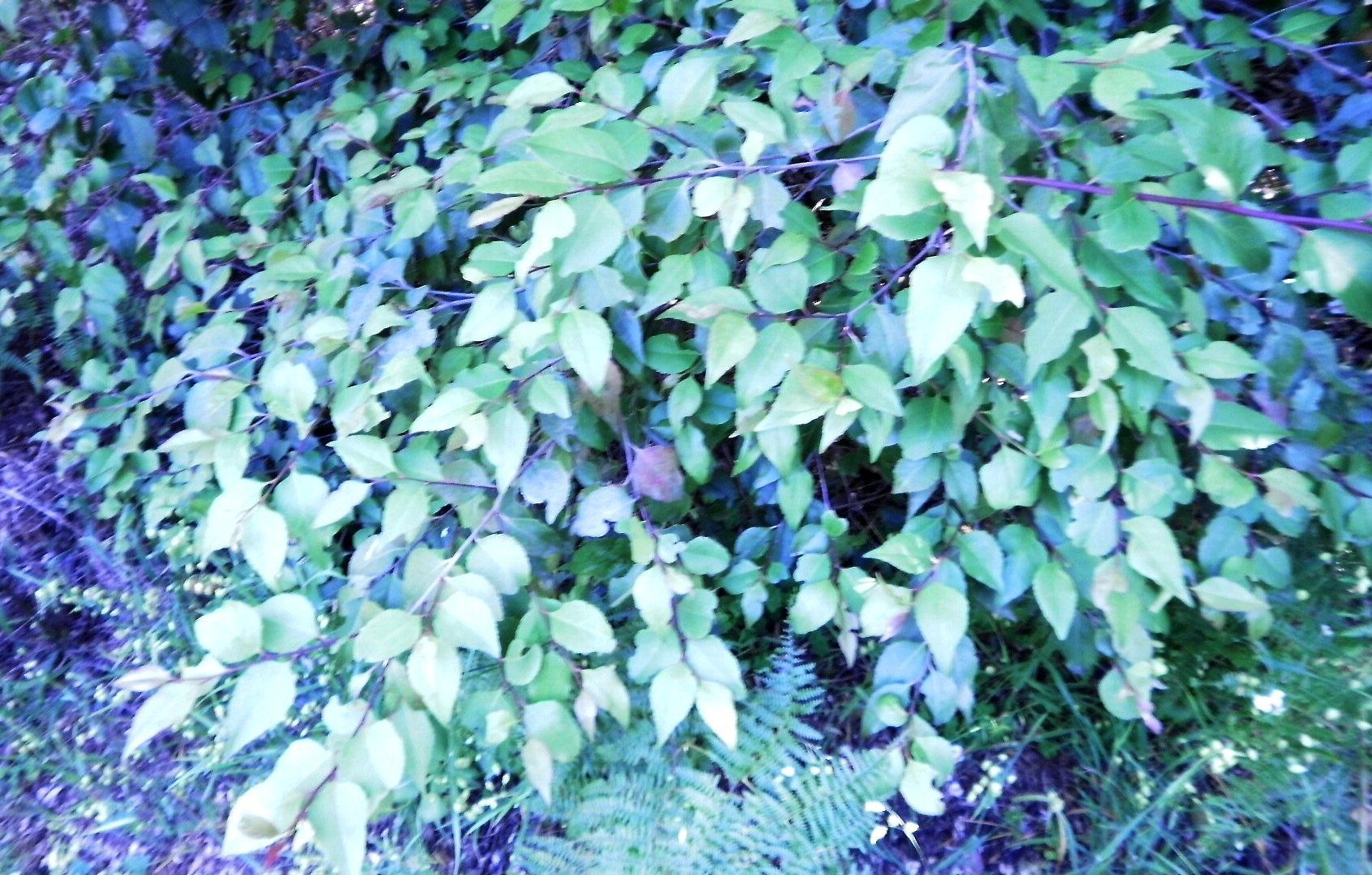
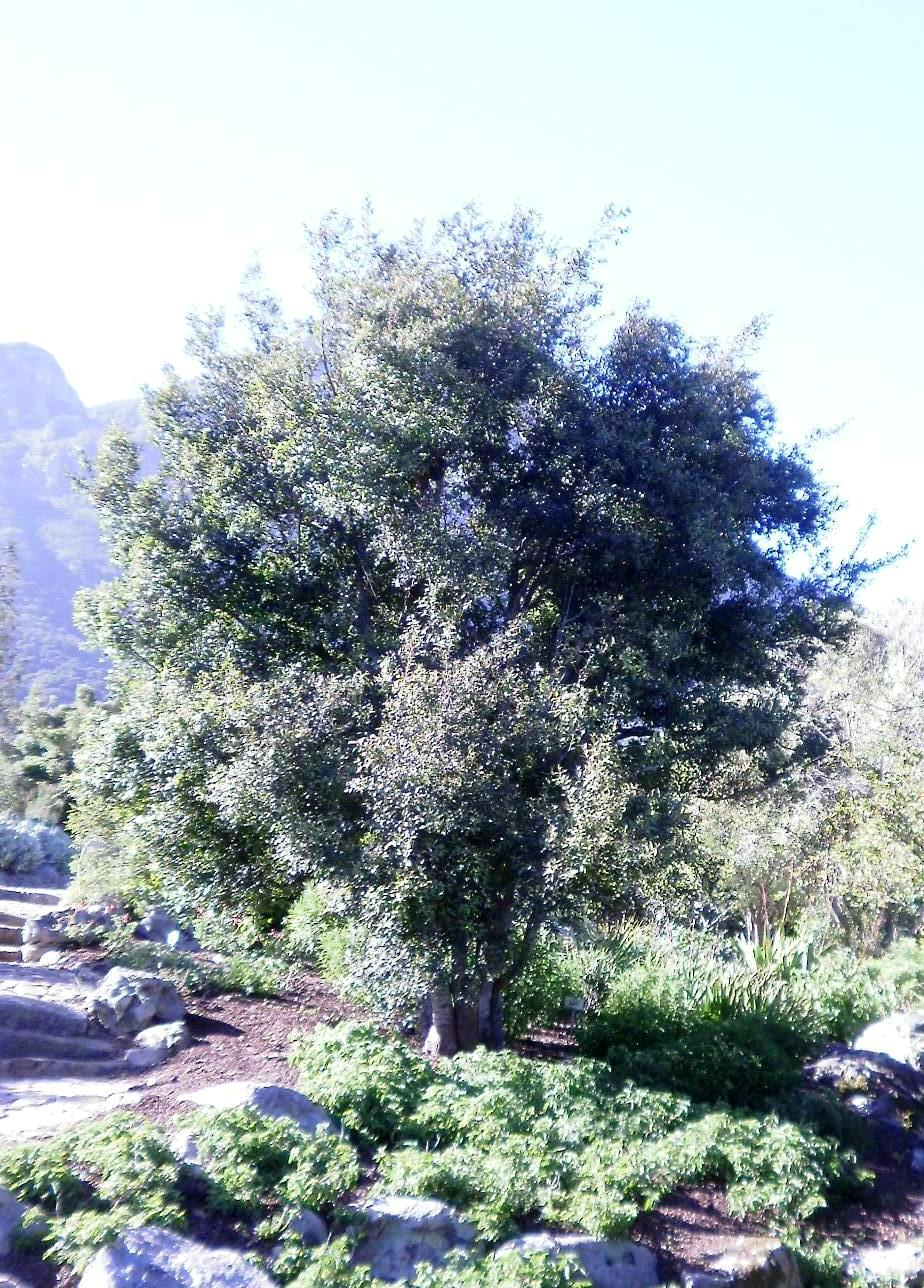
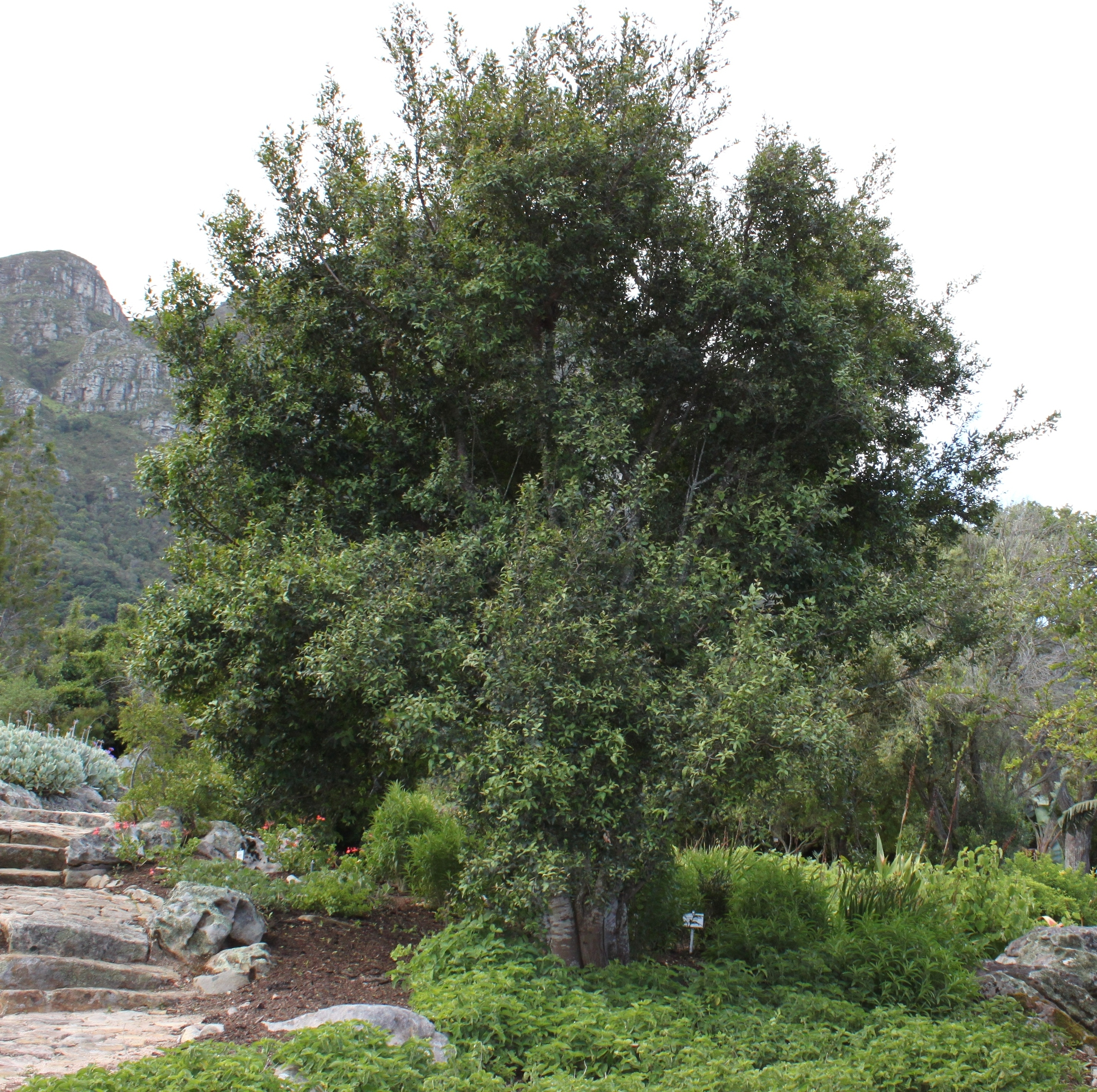